# Neaspilota signifera
Neaspilota signifera är en tvåvingeart som först beskrevs av Daniel William Coquillett 1894.  Neaspilota signifera ingår i släktet Neaspilota och familjen borrflugor. Inga underarter finns listade i Catalogue of Life.